# Did You Ever See a Lassie?

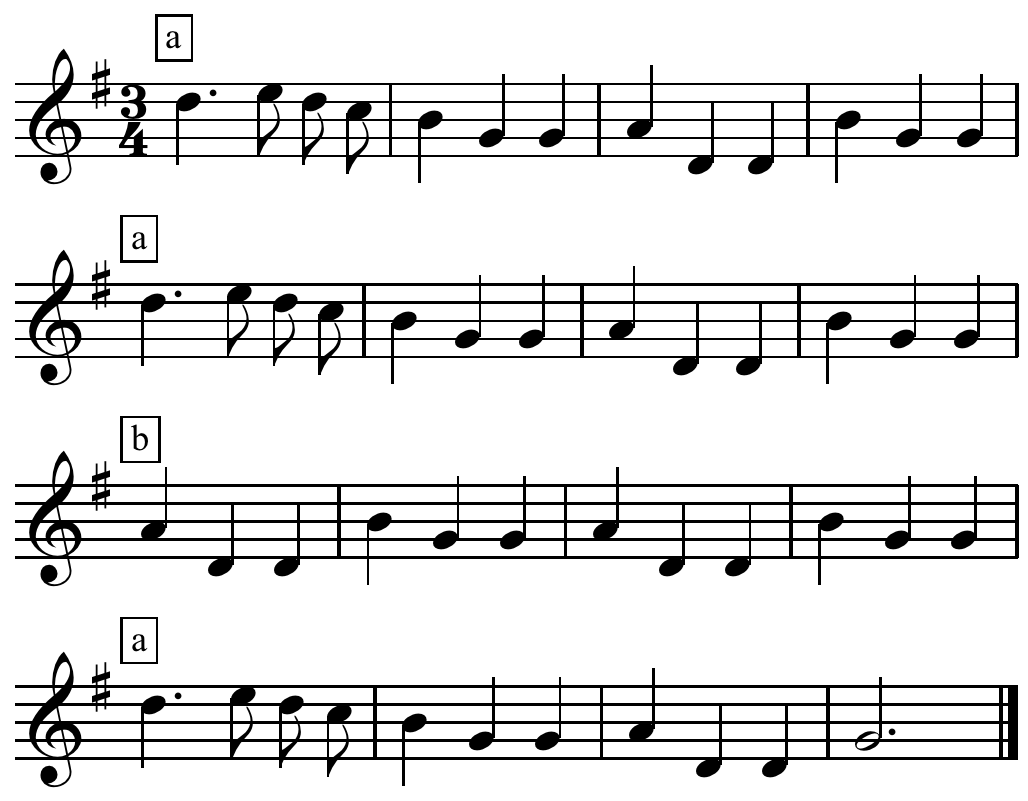
"Ach! due lieber Augustin".

Did You Ever See a Lassie?, Roud 5040, är en skotsk folkvisa, barnramsa och sånglek. 

## Text
Moderna versioner: 
Did you ever see a lassie,
A lassie, a lassie?
Did you ever see a lassie,
Go this way and that?
Go this way and that way,
Go this way and that way.
Did you ever see a lassie,
Go this way and that?
Did you ever see a laddie,
A laddie, a laddie?
Did you ever see a laddie,
Go this way and that?
Go this way and that way,
Go this way and that way.
Did you ever see a laddie,
Go this way and that?

## Ursprung
Användningen av termerna "lassie" och "laddie" betyder att den här låten har möjligt ursprung i Skottland, men dokument tyder på att den funnits i USA under sent 1800-tal, och inte i Storbritannien förrän mitten av 1900-talet. Det kan dock antas att orden till sången kan ha kommit från skotska invandrare eller skotsk-amerikaner på grund av de ovannämnda termerna.
Tillsammans med sången "The More We Get Together" sjungs sången i allmänhet till samma melodi som "Oh du lieber Augustin", en sång som skrevs i Tyskland eller Wien i slutet av 1600-talet.
Sången publicerades första gången 1909, i boken Games for the Playground, Home, School and Gymnasium av Jessie Hubbell Bancroft.

## Som lek
Sången sjungs ofta tillsammans med en ringlek. Spelare bildar en cirkel och dansar runt en spelare. När de når slutet på versen gör spelaren i mitten en rörelse som alla sedan imiterar, innan nästa vers börjar.